# Varsovia (trein)
De Varsovia was een Europese internationale trein tussen Polen en Duitsland. De naam verwijst naar de Poolse hoofdstad Warschau.

## EuroCity
Op 23 mei 1993 was de Varsovia de tweede EuroCity in Polen. De eerste EuroCity, EC Berolina, was genoemd naar het westelijke eindpunt, de nieuwe EuroCity werd genoemd naar het oostelijke eindpunt van de verbinding Berlijn - Warschau. De dienstregeling was min of meer spiegelbeeldig aan de EC Berolina, zodat het vanaf toen mogelijk was om 's morgens uit Berlijn en 's middags uit Warschau met een EuroCity te reizen. De trein was samengesteld uit rijtuigen van de Deutsche Bahn en de PKP. In 2002 was het aantal EuroCity's tussen Duitsland en Polen inmiddels gegroeid tot vier. In verband met de concurrentie van verschillende busbedrijven op de route Berlijn - Warschau besloten de PKP en de DB alle vier EuroCity's onder de naam Berlin-Warszawa Express aan te bieden. De prijzen werden verlaagd en het materieel blauw wit geschilderd met de naam van de trein als opschrift. De Varsovia reed op 29 september 2002 voor het laatst en sinds 30 september 2002 wordt de treindienst onder de nieuwe formule gereden.

### Route en dienstregeling
| EC 40 | land      | station               | km | EC 41 |
| ----- | --------- | --------------------- | -- | ----- |
| 16:35 | Polen     | Warszawa Wschodnia    |    | 14:44 |
|       | Polen     | Watszawa Centralna    |    |       |
|       | Polen     | Kutno                 |    |       |
|       | Polen     | Konin                 |    |       |
|       | Polen     | Poznan Gl.            |    |       |
|       | Polen     | Swiebodzin            |    |       |
|       | Polen     | Rzepin                |    |       |
|       | Duitsland | Frankfurt an der Oder |    |       |
| 23:01 | Duitsland | Berlin Hbf            |    | 08:01 |